# Laureus World Sports Award voor Sportman van het Jaar
De Laureus World Sports Award voor Sportman van het Jaar (Engels: Laureus World Sports Award for Sportsman of the Year) is een sportprijs die jaarlijks wordt uitgereikt door het bedrijf Laureus International Media Office.

## Winnaars en genomineerden
| Jaar | Winnaar                          | Winnaar                      | Genomineerden |
| ---- | -------------------------------- | ---------------------------- | --- |
| 2000 | Tiger Woods in 2009              | Tiger Woods Golf             | Andre Agassi (tennis) Maurice Greene (atletiek)                                                                                                 |
| 2001 | Tiger Woods in 2018              | Tiger Woods Golf             | Steve Redgrave (roeien) Michael Schumacher (Formule 1) Ian Thorpe (zwemmen) Pieter van den Hoogenband (zwemmen)                                 |
| 2002 | Michael Schumacher in 2010       | Michael Schumacher Formule 1 | Lance Armstrong (wielrennen) Maurice Greene (atletiek) Ian Thorpe (zwemmen) Tiger Woods (golf)                                                  |
| 2003 | Lance Armstrong in 2008          | Lance Armstrong Wielrennen   | Ole Einar Bjørndalen (biatlon) Ronaldo (voetbal) Michael Schumacher (Formule 1) Tiger Woods (golf)                                              |
| 2004 | Michael Schumacher in 2004       | Michael Schumacher Formule 1 | Lance Armstrong (wielrennen) Roger Federer (tennis) Michael Phelps (zwemmen) Valentino Rossi (motorsport) Jonny Wilkinson (rugby)               |
| 2005 | Roger Federer in 2005            | Roger Federer Tennis         | Lance Armstrong (wielrennen) Hicham El Guerrouj (atletiek) Michael Phelps (zwemmen) Valentino Rossi (motorsport) Michael Schumacher (Formule 1) |
| 2006 | Roger Federer in 2006            | Roger Federer Tennis         | Fernando Alonso (Formule 1) Lance Armstrong (wielrennen) Tiger Woods (golf) Valentino Rossi (motorsport) Ronaldinho (voetbal)                   |
| 2007 | Roger Federer in 2007            | Roger Federer Tennis         | Fernando Alonso (Formule 1) Michael Schumacher (Formule 1) Tiger Woods (golf) Fabio Cannavaro (voetbal) Asafa Powell (atletiek)                 |
| 2008 | Roger Federer in 2008            | Roger Federer Tennis         | Tyson Gay (atletiek) Kaká (voetbal) Tiger Woods (golf) Kimi Räikkönen (Formule 1) Michael Phelps (zwemmen)                                      |
| 2009 | Usain Bolt in 2009               | Usain Bolt Atletiek          | Lewis Hamilton (Formule 1) Rafael Nadal (tennis) Michael Phelps (zwemmen) Cristiano Ronaldo (voetbal) Valentino Rossi (motorsport)              |
| 2010 | Usain Bolt in 2012               | Usain Bolt Atletiek          | Kenenisa Bekele (atletiek) Alberto Contador (wielrennen) Roger Federer (tennis) Lionel Messi (voetbal) Valentino Rossi (motorsport)             |
| 2011 | Rafael Nadal in 2011             | Rafael Nadal Tennis          | Kobe Bryant (basketbal) Andrés Iniesta (voetbal) Lionel Messi (voetbal) Manny Pacquiao (boksen) Sebastian Vettel (Formule 1)                    |
| 2012 | Novak Djokovic in 2012           | Novak Djokovic Tennis        | Usain Bolt (atletiek) Cadel Evans (wielrennen) Lionel Messi (voetbal) Dirk Nowitzki (basketbal) Sebastian Vettel (Formule 1)                    |
| 2013 | Usain Bolt in 2013               | Usain Bolt Atletiek          | Mo Farah (atletiek) Lionel Messi (voetbal) Michael Phelps (zwemmen) Bradley Wiggins (wielrennen) Sebastian Vettel (Formule 1)                   |
| 2014 | Sebastian Vettel in 2012         | Sebastian Vettel Formule 1   | Usain Bolt (atletiek) Mo Farah (atletiek) LeBron James (basketbal) Rafael Nadal (tennis) Cristiano Ronaldo (voetbal)                            |
| 2015 | Novak Djokovic in 2015           | Novak Djokovic Tennis        | Lewis Hamilton (Formule 1) Renaud Lavillenie (atletiek) Rory McIlroy (golf) Cristiano Ronaldo (voetbal) Marc Márquez (motorsport)               |
| 2016 | Novak Djokovic in 2016           | Novak Djokovic Tennis        | Usain Bolt (atletiek) Stephen Curry (basketbal) Lewis Hamilton (Formule 1) Lionel Messi (voetbal) Jordan Spieth (golf)                          |
| 2017 | Usain Bolt in 2016               | Usain Bolt Atletiek          | Stephen Curry (basketbal) Mo Farah (atletiek) LeBron James (basketbal) Andy Murray (tennis) Cristiano Ronaldo (voetbal)                         |
| 2018 | Roger Federer in 2015            | Roger Federer Tennis         | Mo Farah (atletiek) Chris Froome (wielrennen) Lewis Hamilton (Formule 1) Rafael Nadal (tennis) Cristiano Ronaldo (voetbal)                      |
| 2019 | Novak Djokovic in 2018           | Novak Djokovic Tennis        | Lewis Hamilton (Formule 1) LeBron James (basketbal) Eliud Kipchoge (atletiek) Kylian Mbappé (voetbal) Luka Modrić (voetbal)                     |
| 2020 | Lewis Hamilton in 2018           | Lewis Hamilton Formule 1     | Eliud Kipchoge (atletiek) Marc Márquez (motorsport) Rafael Nadal (tennis) Tiger Woods (golf)                                                    |
| 2020 | Lionel Messi in 2018             | Lionel Messi Voetbal         | Eliud Kipchoge (atletiek) Marc Márquez (motorsport) Rafael Nadal (tennis) Tiger Woods (golf)                                                    |
| 2021 | Nadal tijdens Roland Garros 2021 | Rafael Nadal Tennis          | Joshua Cheptegei (atletiek) Armand Duplantis (atletiek) Lewis Hamilton (Formule 1) LeBron James (basketbal) Robert Lewandowski (voetbal)        |
| 2022 | Max Verstappen in 2017           | Max Verstappen Formule 1     | Tom Brady (American football) Novak Djokovic (tennis) Caeleb Dressel (zwemmen) Eliud Kipchoge (atletiek) Robert Lewandowski (voetbal)           |
| 2023 | Lionel Messi in 2022             | Lionel Messi voetbal         | Kylian Mbappé (voetbal) Max Verstappen (Formule 1) Armand Duplantis (atletiek) Rafael Nadal (tennis) Stephen Curry (basketbal)                  |
| 2024 | Novak Djokovic in 2023           | Novak Djokovic Tennis        | Armand Duplantis (atletiek) Erling Haaland (voetbal) Noah Lyles (atletiek) Lionel Messi (voetbal) Max Verstappen (Formule 1)                    |